# Hong Kong Disneyland Resort
Hong Kong Disneyland Resort is een Disney-resort op Lantau in Hongkong.

## Geschiedenis
Hong Kong Disneyland Resort opende op 12 september 2005. Het was het tweede jointventureproject van The Walt Disney Company in Azië, nadat in 1983 Tokyo Disney Resort geopend was. Het resort wordt uitgebaat door de The Walt Disney Company en Hong Kong International Theme Parks, Lt. Het resort staat onder toezicht van vice president Bill Ernest.
Het resort bestaat uit één attractiepark (Hong Kong Disneyland), één park rondom een kunstmatig meer (het Inspiration Lake Recreation Centre) en drie hotels. Deze voorzieningen liggen verspreid over 1,3 km² op drooggelegd land aan de noordoostelijke punt van Lantau-eiland (2 km van Discovery Bay).

## Opzet

### Themaparken

#### Hong Kong Disneyland
Het eerste en voorlopig nog enige themapark van het resort dat gebaseerd is op het Disneyland Park van het originele Disneyland. Het park telt 7 themagebieden: Main Street, U.S.A., Adventureland, Fantasyland, Tomorrowland, Toy Story Land, Grizzly Gulch en Mystic Point.

### Hotels

#### Hong Kong Disneyland Hotel
Het hotel heeft een victoriaanse stijl en telt 400 kamers. Het is een 5 sterren hotel.

#### Disney's Hollywood Hotel
Het hotel telt 600 kamers die uitkijken over een tuin, de zee of het park. Het is een 4 sterren hotel.

#### Disney Explorers Lodge
Het hotel heeft het thema van ontdekkingstochten in de tropen.

### Recreatiemogelijkheden

#### Inspiration Lake Recreation Centre
Een groot meer dat gebruikt wordt voor recreatie van gasten en ook fungeert als bron voor irrigatie in het resort.

## Transport

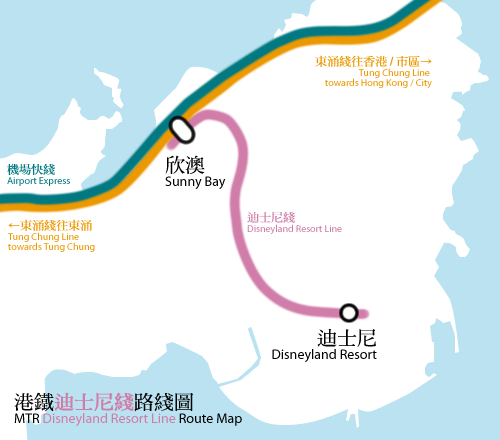
Het traject van de Disneyland Resort Line, in het roze aangegeven

Het resort heeft een verbinding met het openbaar vervoer van Hongkong. Het resort is bereikbaar per metro vanaf het Hong Kong International Airport en vanaf het centrum van Tsing Yi. Deze metrolijn heet de Disneyland Resort Line en is alleen te bereiken vanaf station Sunny Bay.